# Любомирська сільська рада (Подільський район)
Любоми́рська сільська́ ра́да — колишня адміністративно-територіальна одиниця та орган місцевого самоврядування в Котовському районі Одеської області. Адміністративний центр — село Любомирка.

## Загальні відомості
Любомирська сільська рада утворена в 1921 році.
- Територія ради: 39,94 км²
- Населення ради: 1 636 осіб (станом на 2001 рік)

## Населені пункти
Сільській раді підпорядковані населені пункти:
- с. Любомирка
- с. Мурована

## Населення
Згідно з переписом УРСР 1989 року чисельність наявного населення сільської ради становила 1627 осіб, з яких 701 чоловік та 926 жінок.
За переписом населення України 2001 року в сільській раді мешкало 1630 осіб.

### Мова
Розподіл населення за рідною мовою за даними перепису 2001 року:
| Мова       | Відсоток |
| ---------- | -------- |
| українська | 91,44 %  |
| російська  | 5,38 %   |
| молдовська | 2,87 %   |
| болгарська | 0,06 %   |
| інші       | 0,25 %   |

## Склад ради
Рада складалася з 20 депутатів та голови.
- Голова ради:
- Секретар ради: Разгуляєва Антоніна Анатоліївна

### Керівний склад попередніх скликань
| Прізвище, ім'я, по батькові | Основні відомості                                            | Дата обрання | Дата звільнення |
| --------------------------- | ------------------------------------------------------------ | ------------ | --------------- |
| Титаренко Анатолій Петрович | Сільський голова, 1968 року народження, член Партії регіонів | 26.03.2006   | 31.10.2010      |

Примітка: таблиця складена за даними сайту Верховної Ради України

### Депутати
За результатами місцевих виборів 2010 року депутатами ради стали:

#### За суб'єктами висування
| Суб'єкт висування                                       | Кількість обраних депутатів | %  |
| ------------------------------------------------------- | --------------------------- | -- |
| Партія регіонів                                         | 19                          | 95 |
| Політична партія Всеукраїнське об'єднання «Батьківщина» | 1                           | 5  |

#### За округами
| № округу                                                | Прізвище, ім'я, по батькові     | Дата визнання обраним | Освіта  | Партійна приналежність | Відомості про обраного депутата                                |
| ------------------------------------------------------- | ------------------------------- | --------------------- | ------- | ---------------------- | -------------------------------------------------------------- |
| Партія регіонів                                         |                                 |                       |         |                        |                                                                |
| 1                                                       | Гайда Валентин Григорович       | 01.11.2010            | вища    | член Партії регіонів   | Перший Одеський загін відомчої воєнізованої охорони, охоронець |
| 2                                                       | Паращук Анатолій Сергійович     | 01.11.2010            | вища    | член Партії регіонів   | Котовський прикордонний загін, водій                           |
| 3                                                       | Селяніна Тетяна Юріївна         | 01.11.2010            | вища    | член Партії регіонів   | Любомирська сільська рада, бухгалтер                           |
| 4                                                       | Пшеничний Іван Толипович        | 01.11.2010            | вища    | член Партії регіонів   | тимчасово не працює                                            |
| 5                                                       | Досова Наталія Юріївна          | 01.11.2010            | середня | член Партії регіонів   | тимчасово не працює                                            |
| 6                                                       | Паращук Олег Іванович           | 01.11.2010            | вища    | член Партії регіонів   | тимчасово не працює                                            |
| 7                                                       | Осипова Софія Германівна        | 01.11.2010            | вища    | член Партії регіонів   | Любомирська сільська рада, секретар                            |
| 8                                                       | Камінний Ігор Володимирович     | 01.11.2010            | середня | член Партії регіонів   | тимчасово не працює                                            |
| 9                                                       | Камінна Олена Михайлівна        | 01.11.2010            | середня | член Партії регіонів   | дитячий садок с. Любомирка, кухар                              |
| 10                                                      | Гогічашвілі Тімур Габович       | 01.11.2010            | вища    | член Партії регіонів   | Котовське відділення «Ощадбанку», інкасатор                    |
| 11                                                      | Пшенична Інга Габівна           | 01.11.2010            | вища    | член Партії регіонів   | Любомирська сільська рада, землевпорядник                      |
| 12                                                      | Разгуляєва Антоніна Анатоліївна | 01.11.2010            | вища    | член Партії регіонів   | фельдшерсько-акушерський пункт с. Любомирка, завідувачка       |
| 13                                                      | Герус Людмила Володимирівна     | 01.11.2010            | вища    | позапартійна           | фельдшерсько-акушерський пункт с. Любомирка, акушерка          |
| 14                                                      | Анапольська Наталія Євгенівна   | 01.11.2010            | вища    | позапартійна           | Любомирська сільська рада, рахівник-касир                      |
| 15                                                      | Тодосенко Федір Федорович       | 01.11.2010            | вища    | член Партії регіонів   | військова частина 9935, зливник-наливник                       |
| 16                                                      | Бурдейна Ольга Миколаївна       | 01.11.2010            | вища    | член Партії регіонів   | Любомирське відділення ветеринарної медицини, завідувачка      |
| 18                                                      | Ситий Михайло Петрович          | 01.11.2010            | вища    | член Партії регіонів   | пенсіонер                                                      |
| 19                                                      | Крива Людмила Іванівна          | 01.11.2010            | вища    | позапартійна           | Мурованська загальноосвітня школа І-ІІ ст., вчитель            |
| 20                                                      | Колесник Віталій Павлович       | 01.11.2010            | вища    | позапартійний          | ТОВ «Котовські інтернет мережі», інженер                       |
| Політична партія Всеукраїнське об'єднання «Батьківщина» |                                 |                       |         |                        |                                                                |
| 17                                                      | Іорданов Віктор Петрович        | 01.11.2010            | вища    | позапартійний          | тимчасово не працює                                            |